# 252
El año 252 (CCLII) fue un año bisiesto comenzado en jueves del calendario juliano, en vigor en aquella fecha.
En el Imperio romano el año fue nombrado como el del consulado de Treboniano y Volusiano o, menos comúnmente, como el 1005 Ab urbe condita, siendo su denominación como 252 posterior, de la Edad Media, al establecerse el Anno Domini.

## Acontecimientos

### Imperio romano
- El emperador Valeriano I crea de nuevo la legión III Augusta para combatir a los "Cinco Pueblos", una coalición peligrosa de los bereberes en África.
- El papa Cornelio es apresado por el emperador romano Treboniano Galo y es exiliado a Centumcellae.

### Persia
- Shapur I, rey de Persia reprime la revuelta en Josarán (Irán), y los acaba con su ejército. Invade Armenia y nombra a su hijo Hormizd Ardashir como el nuevo rey armenio. Georgia se presenta pacíficamente ante Shapur I y se convirtió en una provincia especial en el Imperio persa.

### Asia
- Sun Liang sucede a Sun Quan como rey del reino chino de Wu.